# Зелов
Зелов (нем. Seelow, [ˈzeːloː]; иногда встречается написание Зеелов) — город в Германии, районный центр, расположен в земле Бранденбург.
Входит в состав района Меркиш-Одерланд.  Занимает площадь 25,28 км². Официальный код — 12 0 64 448.

## Географическое положение
Зелов находится на западном берегу Одера, через него проходит бывшая имперская дорога Ахен — Кёнигсберг. Расстояние до Берлина — 70 километров, до польской границы — 20.

## История
В 1252 году деревня нем. "Villa Zelou" вошла в состав Магдебургского архиепископства.
В 1630, 1788 и 1809 годах в городе происходили крупные пожары.
В апреле 1945 года, незадолго до окончания Второй мировой войны, произошло крупное сражение между Красной Армией и немецким вермахтом — Битва за Зееловские высоты. Она окончилась тем, что советские войска открыли себе путь на Берлин. Город Зеелов в результате боевых действий и последовавших за ними пожаров был сильно разрушен, особенно после авиаудара 17 апреля 1945 года.
С 1950 по 1993 годы Зелов был центром одноимённого округа.

## Население
| Год  | Население |
| ---- | --------- |
| 1990 | 6 231     |
| 1995 | 5 829     |
| 2000 | 6 082     |
| 2005 | 5 776     |
| 2010 | 5 540     |
| 2015 | 5 387     |
| 2020 | 5 394     |

## Символы

### Герб
Описание:

На синем фоне два наискось перекрещенных золотых багра; в углах: наверху — золотая митра, слева — всходящий серебряный полумесяц, справа — серебряный крест с зарубками лап, внизу — золотая звезда.
Оригинальный текст (нем.)In Blau zwei schräggekreuzte goldene Bootshaken; in den Winkeln: oben eine goldene Mitra, vorne ein aufgehender silberner Halbmond, hinten ein gekerbtes silbernes Tatzenkreuz und unten ein goldener Stern.

Герб был разработан художником Уве Рейпертом (нем. Uwe Reipert).

### Флаг
Флаг города представляет собой полотнище, разделённое на части в пропорции 1:3:1 — голубая-белая-голубая соответственно, с гербом в центре.

## Города-побратимы
- Мёрс (Германия, Северный Рейн — Вестфалия)
- Нанжи (Франция)
- Костшин (Польша)
- Мендзыхуд (Польша)

## Культура и достопримечательности

### Музеи

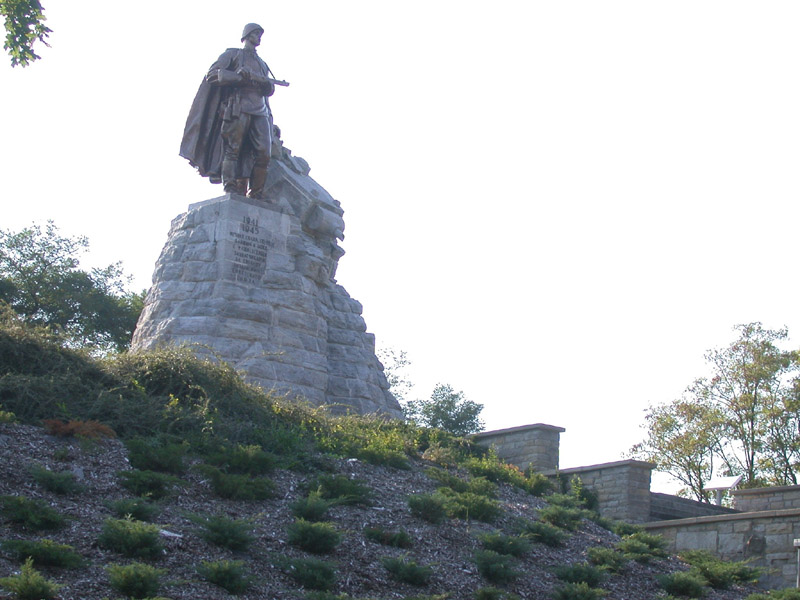
Памятник советским солдатам

Музей Зееловских высот (нем. Seelower Höhen), с монументальными скульптурами работы Льва Кербеля.

### Памятники
- По инициативе и проекту деятеля культуры Бен Вагин в 1991 году в зееловском Фриденсвальде (нем. Friedenswald) были размещены 13 скульптур, символизирующих «построение единой Европы».
- Памятник жертвам фашизма, воздвигнутый в 1968 (или, по другим источникам — в 1972) году.

### Архитектура

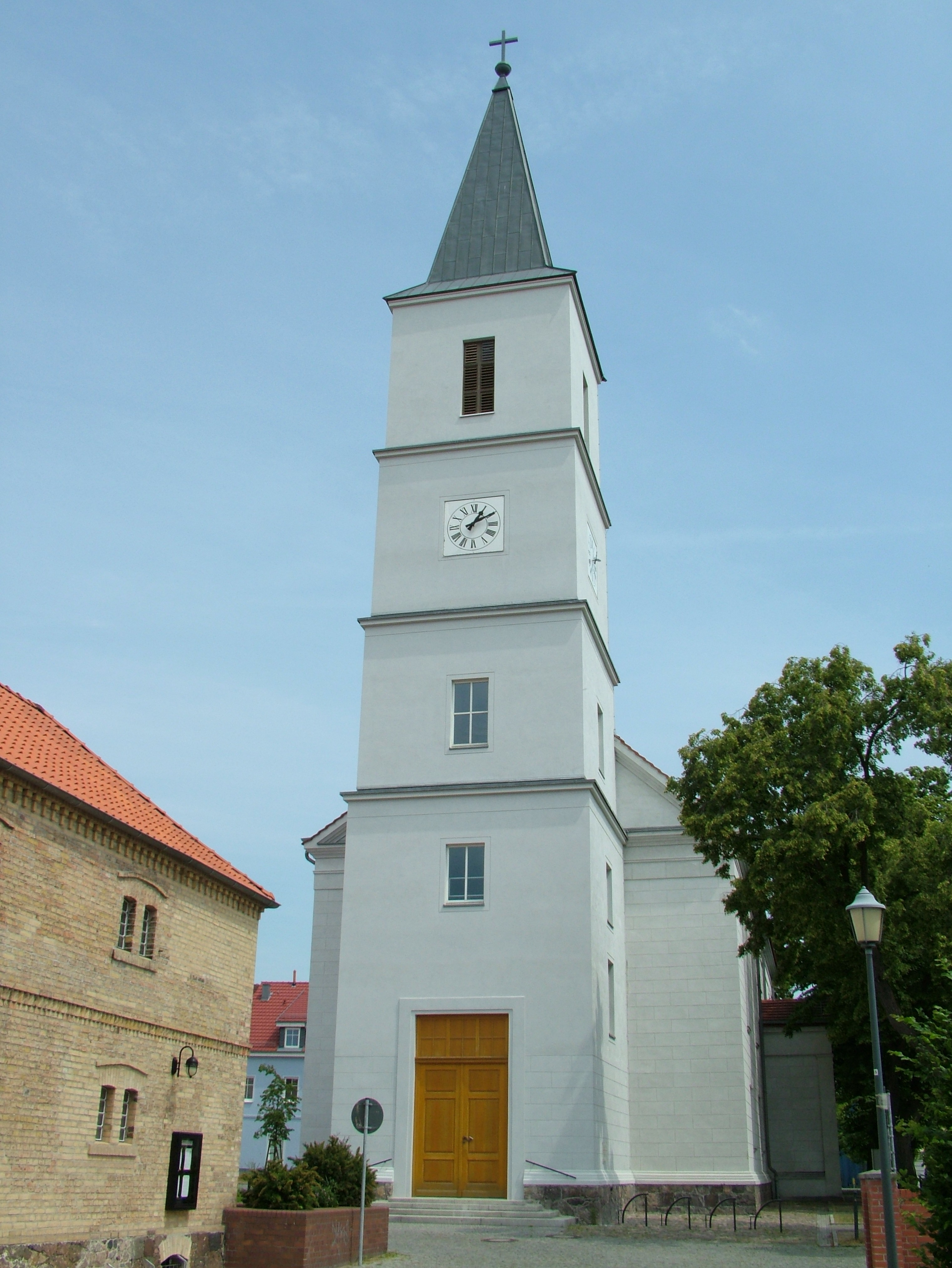
Кирха

Достойна упоминания местная классицистическая кирха, построенная в 1830—1832 годах по проекту архитектора Карла Фридриха Шинкеля. Она была отреставирирована в 1997—1998 годах.

### Спорт
В Зеелове расположена автомобильная трасса, на которой ежегодно проходят чемпионаты Европы по автоспорту под эгидой FIA. Организатор — местный автоклуб (нем. Motorsportclub MC Seelow). Также в городе имеется два футбольных поля, используемые местными командами.
Клуб SV Victoria Seelow  проводит городские соревнования на 1 мая и Рождество, а также городской фестиваль (первое воскресенье сентября).

### Интересный факт
Зеелов — единственный город во всей земле Бранденбург, где в промышленных объёмах (с 1990 года) производится сыр. За четверть века, прошедшие с 1974 года, были выработаны особые рецепты, и, среди прочего, выпускался эксклюзивный сорт «Blue Master». Однако в 2000 году владелец фирмы решил перенести производство этого сорта в город Фалькенхайн в Саксонии, и Зеелов лишился одной из и без того небольшого количества достопримечательностей.

## Экономика и инфраструктура

### Транспорт
Вокзал Seelow находится на ветке Эберсвальде — Франкфурт-на-Одере. Вокзал Seelow-Gusow расположен в соседнем местечке Гузов-Платков на бывшей прусской Восточной магистрали Берлин — Кюстрин.
В Зеелове пересекаются федеральные немецкие автомагистрали под № 1 и 167.